# Brickeln
Brickeln est une commune allemande du Schleswig-Holstein, située dans l'arrondissement de Dithmarse (Kreis Dithmarschen), à 14 kilomètres au nord-est de la ville de Brunsbüttel. Brickeln est l'une des 14 communes de l'Amt Burg-St. Michaelisdonn dont le siège est à Burg (Dithmarschen).